# Monoceronychus littoralis
Monoceronychus littoralis är en spindeldjursart som beskrevs av Tuttle, Baker och Abbatiello 1976. Monoceronychus littoralis ingår i släktet Monoceronychus och familjen Tetranychidae. Inga underarter finns listade i Catalogue of Life.